# Cool Kids
Cool Kids es el segundo álbum de estudio de la banda de Hard Rock y Glam Metal Kix. Fue lanzado en 1983 en Atlantic Records.

## Acontecimientos
Cool Kids alcanzó la posición #177 en las listas de Billboard . Presenta un lado un poco más comercial de la banda.
"Body Talk" fue el primer sencillo que se publicó. Fue escrito por Nick "Hot Child in the City" Gilder, se cree que fue compuesto para apaciguar el sello del grupo. También se instó a la banda para grabar un videoclip para la canción, donde se reúnen los miembros de Kix.

## Lista de canciones
1. "Burning Love" (Blue, Knight) – 3:07
2. "Cool Kids" (Golde, McIan, Steele) – 3:28
3. "Love Pollution" (Whiteman, Forsythe) – 4:04
4. "Body Talk" (Gilder, Herndon) – 3:39
5. "Loco-Emotion" (Purnell) – 3:30
6. "Mighty Mouth" (Purnell) – 3:43
7. "Nice on Ice" (Purnell) – 3:25
8. "Get Your Monkeys Out" (Purnell) – 3:20
9. "For Shame" (Purnell) – 3:11
10. "Restless Blood" (Purnell, Whiteman, Forsythe, Chalfant, Divens) – 3:50

## Miembros
- Steve Whiteman – voz
- Brian Forsythe – guitarra solista
- Brad Divens – guitarra rítmica, coros
- Donnie Purnell – bajo eléctrico, coros , teclado
- Jimmy Chalfant – Batería, Percusión, coros

## Personal
- Lynn Dreese Breslin - Dirección de Arte
- Mike Fuller - Masterización
- David Michael Kennedy - Fotografía
- Steve Klein - Ingeniero, Mezcla
- Jim Sessody - Ingeniero Asistente
- Peter Solley - Productor